# Владиславівка (Феодосійський район)
Владисла́вівка (до 1854 року — Ой-Кую́, крим. Oy Quyu) — село в Україні, у Феодосійському районі Автономної Республіки Крим.

## Назва
Кримськотатарська назва скоріш за все походить від крим. oy — низина, западина, котловина, також думка; quyu — колодязь, шахта, яма.
Російська назва — на честь інженера Владиславовського, що керував будівництвом станції, спочатку цю назву отримала станція, а пізніше і село.

## Опис
Розташоване на сході району. Висота над рівнем моря 34 м.
Відстань від райцентру до населеного пункта становить 15 кілометрів по прямій.
Постійне населення села 3461 осіб (2001).
Центр сільської ради, вузлова залізнична станція Владиславка.
Площа 519 га, кількість дворів 1075.
День села 19 жовтня.
На території села розташовані: школа, в якій 28 педагогів навчають 434 учні, дитячий садок на 100 місць, Будинок культури (завідувачкою понад 30 років працювала заслужений працівник культури України Л. І. Шевченка); бібліотека із фондом понад 14 тис.

## Історія
Село відоме з часів Кримського ханату, вперше згадується в «Камеральному описі Криму» 1784 року. У 1854 році, після еміграції кримських татар через політику російської адміністрації, заселене російськими селянами з Курської губернії й перейменоване на Владиславівку.
Перші колоністи були з селян-утікачів і засланців. Особливо інтенсивно вони почали приїжджати після скасування 1861 р. кріпосного права у росії з Курської і Воронезької губерній. Займалися землеробством, жили у викопаних землянках, поступово обживалися, почали будувати житла з колибу (самана). Завдяки родючій землі отримували добрі врожаї. Сіяли переважно пшеницю і ячмінь, менше овес. Здавна гостро стояло питання забезпечення села водою. На сході мешканців вирішили будувати ставок. Для цього необхідно було перекрити глибокий яр. Бутовий камінь брали в море біля селища Коран-Елі (нині с. Берегове). Було збудовано веслування, яке затримувало воду. У ставці, що наповнювався прісною водою від дощів та танення снігу, розводили рибу.
Після Кримської війни 1854—1856 р.р. царський уряд вишішив будувати залізницю в Криму. Спочатку вона була побудована до Севастополя, а потім простягли гілку Джанкой-Керч. У селі почали будувати станцію, керував будівництвом залізниці та станції інженер Владиславівський. За його проєктом збудовано й будівлю вокзалу, це була найкрасивіша будівля у селі.
Наприкінці ХІХ ст. з ініціативи великого художника-мариніста Івана Костянтиновича Айвазовського збудована залізниця до Феодосії, і Владиславівка стала вузловою станцією. Спочатку село ділилося на три частини: центральне село, ліворуч від ставка Амур, на протилежному боці залізничної станції Новомихайлівка (Балабаївка), де оселилися заможніші селяни. Залізницю та станцію обслуговували місцеві жителі. Для паровозів обов'язково потрібна прісна вода, і вона була знайдена біля с. Аппак-Джанкой (зараз Василькове). Був побудований водогін довжиною 7 км від свердловини до станції.
Наприкінці ХІХ ст. Владиславівка стала волосним центром, що входив у Феодосійський повіт, у волості було 66 селищ та хуторів — кримськотатарські, грецькі, болгарські. За національністю жителі села тоді були росіяни. Станція Владиславівка мала свою амбулаторію, в якій працювали лікар, фельдшер та фельдшер-акушер. У 1879 р. було відкрито школу, яка розмішалася у найманному приміщенні в одній кімнаті. Гроші на будівництво православної церкви і поруч школи відпускало земство. Церква була волосною, там був гарний хор співаків.
У 1903 р. в окремому найманому приміщенні було відкрито бібліотеку, яка налічувала 1368 книг, яку відвідували 200 читачів. Сільський урядник стежив за порядком не тільки у Владиславівці, а й у всій волості.